# アンヘル・ギラード
アンヘル・ギラード・アルデゲール（スペイン語: Ángel Guirado Aldeguer, 1984年12月9日 - ）は、スペイン・マラガ出身のサッカー選手。フィリピン系スペイン人であり、フィリピン代表としてプレーしている。ヌグリ・スンビランFA所属。ポジションはミッドフィールダーまたはフォワード。

## クラブ経歴
ルソン島北部のイサベラ州イラガン出身のフィリピン人の母親を持つ。ギラードはスペインのアンダルシア州マラガに生まれ、6歳の時にサッカーをはじめた。地元のマラガCFの下部組織に所属していたが、トップチームに昇格することはできず、ユース年代ではマラガCF以外にも2クラブに所属した。
2003年にはカタルーニャ州のCEマタローでシニアキャリアをスタートさせたが、マタローで出場したのはプレシーズンの試合のみだった。2003年中には同じカタルーニャ州のCEマンレザに移り、テルセーラ・ディビシオンで短期間プレーした。1年後にはアンダルシア州に戻り、コルドバCFと契約した。2004-05シーズンはセグンダ・ディビシオンのトップチームで9試合に出場したが、主にテルセーラのBチームでプレーした。
2006年にはセグンダ・ディビシオンBのアトレティコ・マドリードBに短期間ローン移籍し、移籍金5万ユーロでデポルティーボ・ラ・コルーニャに加入した。デポルティーボではBチームに登録され、2006-07シーズンには2度のローン移籍を経験した。セグンダのUDベシンダリオでは18試合に出場し、その後セグンダBのCDルーゴにローンされている。その後の3シーズンはセグンダBの数チームでプレーし、2度の降格を味わった。
2010年10月初旬、ギラードはテルセーラのCDロンダと契約した。2011年夏にはロンダとの契約を更新しないことを決め、中国、インドネシア、日本、アラブ首長国連邦への移籍の道を探った。2011年8月13日、ギラードはフィリピン・UFLディビジョン1のグローバルFCと契約を交わした。デビュー戦となったフィリピン・アーミーFC戦で退場処分を受けたが、2012年1月30日のマニラ・ノマズFC戦で初ゴールを決めた。2012年8月17日、ギラードはインド・IリーグのサルガオカーFCと1年契約を結んだ。低調なプレーやフィリピン代表活動などで長期間離脱していたことなどを理由に、2012年末までにクラブはギラードとの契約を解除した。リーグ戦とフェデレーションカップを通算すると8試合に出場して3得点を挙げていた。
2015年1月、タイのリージョナルリーグ・ディヴィジョン2（3部）のウドーンターニーFCと契約した。7か月後にはアイスランドのKnattspyrnudeild UMFGと契約した。2016年にウドーンターニーFCに復帰した後、再びヨーロッパへ渡り、ジブラルタルやイタリアでプレーした。
2018年5月、マレーシアのヌグリ・スンビランFAへ移籍した。

## 代表経歴
2011年2月26日、フィリピン人の母親を持つギラードがサッカーフィリピン代表に参加することが報じられた。3月21日、AFCチャレンジカップ予選のミャンマー戦でデビューした。3試合目の出場となったバングラデシュ戦では代表初ゴールを含む2得点を決めた。

### 代表での得点
スコアと結果はフィリピン代表が常に左側
| #  | 日付           | 場所         | 相手           | スコア | 結果 | 大会                                     |
| -- | -------------- | ------------ | -------------- | ------ | ---- | ---------------------------------------- |
| 1. | 2011年3月25日  | ヤンゴン     | バングラデシュ | 2–0    | 3–0  | AFCチャレンジカップ2012予選              |
| 2. | 2011年3月25日  | ヤンゴン     | バングラデシュ | 3–0    | 3–0  | AFCチャレンジカップ2012予選              |
| 3. | 2011年7月3日   | マニラ       | スリランカ     | 3–0    | 4–0  | 2014 FIFAワールドカップ・アジア予選      |
| 4. | 2012年3月13日  | カトマンドゥ | タジキスタン   | 2–1    | 2–1  | AFCチャレンジカップ2012                  |
| 5. | 2012年3月19日  | カトマンドゥ | パレスチナ     | 3–1    | 4–3  | AFCチャレンジカップ2012                  |
| 6. | 2012年6月12日  | バコロド     | グアム         | 1–0    | 3–0  | 親善試合                                 |
| 7. | 2012年6月12日  | バコロド     | グアム         | 3–0    | 3–0  | 親善試合                                 |
| 8. | 2012年11月30日 | バンコク     | ミャンマー     | 2–0    | 2–0  | 2012 AFFスズキカップ                     |
| 9. | 2017年12月1日  | 台北         | ラオス         | 2–0    | 3–1  | CTFAインターナショナル・トーナメント2017 |

## 家族
兄のフアン・ルイス・ギラード(英語版)もサッカー選手であり、ポジションはディフェンダーである。フアン・ルイスはアマチュアリーグでのプレーが長く、セグンダ・ディビシオンBでは4クラブで80試合に出場した。フアン・ルイスもアンヘル同様にフィリピン代表経験を持つ。
フィリピンのバスケットボール指導者であるカルロイ・ガルシアは従兄弟である。フィリピンのテレビ局ABS-CBNのモデル・女優のコリーン・ガルシアは姪である。

## タイトル

### クラブ
グローバル
- UFLディビジョン1: 2012[29]

### 代表
- フィリピンピースカップ: 優勝(2013)[30]
- AFCチャレンジカップ: 3位(2012)[31]